# Атеросперма
Атеросперма, або південний сасафрас, або черносердечний сасафрас (Atherosperma, від дав.-гр. ἀθήρ «остюк» і σπέρμα «насіння»; через волоски на плодах) — рід квіткових рослин родини атероспермові (Atherospermataceae). Рід налічує 5 видів.

## Опис
Вічнозелене дерево з конічною кроною, заввишки 6-25 м, в Тасманії зустрічаються представники до 40 метрів. Кора сильно зморшкувата, від сірої до світло-коричневої.
Листя протилежні, ланцетоподібні, симетричні, ароматні, 3-10 см завдовжки, 8-25 мм завширшки, з сіро-блакитним нальотом.
Квітки поодинокі, чашоподібні, ароматні, кремово-білі, 2,5 см в діаметрі розташовані в пазухах листків.
Цвітіння в травні. Плоди визрівають і відкриваються до січня, випускаючи насіння, що розноситься вітром.

## Поширення
Найбільш відомий вид атеросперма мускусна (Atherosperma moschatum), росте в прохолодних помірних тропічних лісах Австралії (в штатах Тасманія, Вікторія і Новий Південний Уельс).

## Застосування
Деревина використовується для виробництва меблів, музичних інструментів і сувенірів (різьблені фігурки, тарелі, шкатулки тощо). Чорне забарвлення деревини викликане грибком, що підвищує привабливість виробів.
|                      |  |  |
| Атеросперма мускусна |  |  |